# Hannacksjön
Hannacksjön är en sjö i Ragunda kommun i Jämtland och ingår i Indalsälvens huvudavrinningsområde. Sjön har en area på 0,21 kvadratkilometer och ligger 257,9 meter över havet. Sjön avvattnas av vattendraget Kvarnån.

## Delavrinningsområde
Hannacksjön ingår i det delavrinningsområde (701012-147258) som SMHI kallar för Utloppet av Hannacksjön. Medelhöjden är 289 meter över havet och ytan är 15,77 kvadratkilometer. Räknas de 4 avrinningsområdena uppströms in blir den ackumulerade arean 38,91 kvadratkilometer. Kvarnån som avvattnar avrinningsområdet har biflödesordning 2, vilket innebär att vattnet flödar genom totalt 2 vattendrag innan det når havet efter 170 kilometer. Avrinningsområdet består mestadels av skog (68 procent). Avrinningsområdet har 0,21 kvadratkilometer vattenytor vilket ger det en sjöprocent på 1,3 procent.